# Aneros

O aneros é uma linha de brinquedos eróticos masculinos patenteados e destinados à estimulação da próstata de modo a se obter satisfação sexual através de masturbação anal. Foi originalmente desenvolvido por HIH, LLC em 1996 como um aparelho para massagem prostática, destinado como uma alternativa pensa tratar vários problemas de próstata como prostatitis e HBP. O Aneros pode ser usado por homens de todas as orientações sexuais.

## Construção
O aneros é feito de material plástico, rígido e não-poroso, conhecido como acetal. É composto por três peças principais:
- A cabeça gira quando o homem contrai o músculo pubococcígeo e assim massageia diretamente a próstata.
- A aba adjacente do períneo que massageia o períneo.
- O cabo serve para estabilidade e remoção do Aneros.

## Uso
Diferente de outros massageadores de próstata que requerem a participação manual do usuário o aneros pode ser usado sentado, em pé abaixado ou em qualquer posição desejada. Os movimentos são controlados pela contração dos músculos do ânus, produzindo estímulos muito precisos na zona do períneo, convertendo as contrações do ânus em orgasmos pela estimulação da próstata.

## Mídia
O estimulador de próstata Aneros foi adicionado pela apresentadora Sue Johanson na lista de seu "Topo dos 10 brinquedos recomendados" depois que o público de seu talk show o escolheu como um dos mais favoritos.